# باولا إيشفاريا
باولا إيشفاريا (بالإسبانية: Paula Echevarría)‏ هي عارضة وممثلة إسبانية، ولدت في 7 أغسطس 1977 في Candás ‏ في إسبانيا.

## وصلات خارجية
- باولا إيشفاريا على موقع IMDb (الإنجليزية)
- باولا إيشفاريا على موقع ألو سيني (الفرنسية)
- باولا إيشفاريا على موقع قاعدة بيانات الفيلم (الإنجليزية)